# Daptonema dubium
Daptonema dubium is een rondwormensoort uit de familie van de Xyalidae. De wetenschappelijke naam van de soort werd voor het eerst geldig gepubliceerd in 1873 door Otto Bütschli.